# Karpaty Lwiw
Der FK Karpaty Lwiw (ukrainisch ФК «Карпати» Львів; UEFA-Transkription FC Karpaty Lviv) ist ein ukrainischer Fußballverein aus der galizischen Stadt Lemberg (ukrainisch Lwiw). Benannt ist der Verein nach den Karpaten, in deren Nähe Lwiw liegt.

## Geschichte

### Spielbetrieb in der Sowjetunion
Der FC Karpaty wurde 1963 von Fußballspielern, die in einer Fabrik für Landwirtschaftsmaschinen arbeiteten und in der dortigen Werksmannschaft spielten, gegründet. Die ersten vier Jahre spielte der Verein in der dritten sowjetischen Liga. 1968 konnte der Aufstieg in die zweite Liga erreicht werden.
Am 17. August 1969 gewann die Mannschaft den sowjetischen Fußballpokal gegen den FK SKA Rostow, der damals zu den besten Mannschaften zählte. Lwiw war damit die erste und einzige Mannschaft, die jemals als Zweitligist diesen Pokal gewinnen konnte. In der Folgespielzeit war das Team schließlich als Teilnehmer des Europapokal der Pokalsieger 1970/71 qualifiziert. Nach einem 0:1 und 3:3 gegen den rumänischen Vertreter Steaua Bukarest schied der Verein jedoch bereits in der 1. Runde des Wettbewerbs aus.
Von 1970 bis 1977 und 1980 spielte Karpaty Lwiw in der Wysschaja Liga, der höchsten Fußballliga der Sowjetunion. In der Saison 1976 wurde mit dem vierten Platz das beste Ergebnis erzielt.
1981 wurde Karpaty mit einer anderen Mannschaft aus Lwiw zusammengelegt. Der neue Verein, SKA Karpaty, spielte bis 1989 in der zweiten Liga. 1989 benannte sich der Verein wieder in FC Karpaty Lwiw um.

### Spielbetrieb in der Ukraine bis 2020
Als die Ukraine im Jahre 1992 nach dem Zusammenbruch der Sowjetunion unabhängig wurde, wurde der FC Karpaty Teil der neu entstandenen Wyschtscha Liha, der obersten Spielklasse in der Ukraine. In der Saison 1997/98 konnte die Mannschaft mit dem dritten Platz die bisher beste Platzierung in der Vereinsgeschichte erreichen
1993/94 qualifizierte sich der Klub erneut für den Europapokal der Pokalsieger. Nach einem 1:0-Hinspielerfolg gegen den irischen Klub Shelbourne FC schied Lwiw nach einer 1:3-Rückspielpleite erneut in der ersten Runde des Turniers aus. Grund für die Teilnahme war der Einzug in das Finale des Ukrainischen Pokals, das das Team zwar mit 1:2 am 30. Mai 1993 gegen Dynamo Kiew verlor. Da Dynamo im gleichen Jahr aber auch Meister wurde, nahm Lwiw am Pokal der Pokalsieger teil. 1999 stand der Klub zum zweiten Mal im nationalen Pokalendspiel. Erneut musste die Mannschaft sich gegen Dynamo Kiew geschlagen geben.
Nach der Saison 2003/04 stieg Karpaty in die Perscha Liha, die zweite Liga des Landes, ab. Der Mannschaft gelang es jedoch bereits nach zwei Jahren wieder in die Wyschtscha Liha zurückzukehren.
In der Saison 2010/11 konnte Lwiw zum ersten Mal die Gruppenphase der UEFA Europa League erreichen. In der 3. Qualifikationsrunde wurde der FC Sestaponi aus Georgien mit insgesamt 2:0 geschlagen. Zuvor wurde KR Reykjavík mit 6:2 besiegt. In den Play-offs traf die Mannschaft auf Galatasaray Istanbul. Nach einem 2:2 Hinspiel und einem 1:1 im Rückspiel siegte Karpaty durch die mehr erzielten Auswärtstore. Damit nahm der Verein an der Endrunde der UEFA Europa League 2010/11 teil. Dort wurde das Team zusammen mit Borussia Dortmund, Paris Saint-Germain und FC Sevilla in die Gruppe J des Turniers gelost, schied dort jedoch mit nur einem erzielten Punkt vorzeitig aus dem Wettbewerb aus.
Die Spielzeit 2012/13 schloss der Verein auf dem 14. Tabellenplatz der Premjer-Liha ab und konnte nur knapp dem sportlichen Abstieg in die zweite Liga entrinnen. Als Reaktion auf die enttäuschend verlaufene Saison erklärte der Verein im Mai 2013 nun 19 der 23 Spieler des Kaders verkaufen und ein neues Team zusammenstellen zu wollen.
Im Sommer 2017 stellte der Verein den Spanier Sergio Navarro als neuen Trainer vor und verpflichtete eine ganze Reihe meist sehr junger Spieler aus Spanien und Lateinamerika. Dieses Mannschaftskonzept wurde „Los Karpatos“ genannt, dahinter stand die Hoffnung, von der spanischen Spielkultur zu profitieren. Navarro wurde schon im selben September entlassen, der neuen Philosophie blieb der Verein aber vorerst treu und verpflichtete nach jeweiligen Interimslösungen mit dem Portugiesen José Morais und dem Spanier Fabri González weitere Ausländer als Trainer, die aber alle nicht lange blieben.
Nachdem im Sommer 2019 nur knapp der Abstieg vermieden werden konnte, wurde der ehemalige Spieler Oleksandr Tschyschewskyj zum Trainer ernannt und die meisten noch verbliebenen südamerikanischen Spieler entlassen oder verkauft. Tschyschewskyj wurde wiederum bereits im September 2019 wieder entlassen und durch Roman Sanschar ersetzt. Die Mannschaft wurde nach dem Exodus von Stammspielern im Sommer 2019 zu großen Teilen neu zusammengestellt und trat mit einem Kader aus jeweils etwa einem Drittel meist europäischer Legionäre, ukrainischer Spieler und eigenem Nachwuchs an.

### Krise und Zwangsabstieg im Sommer 2020
Während der UPL-Saison 2019/2020 zeichnete sich ab, dass Clubpräsident Petro Dyminskyj nicht mehr bereit war, den Club unter den bisherigen Bedingungen weiter zu finanzieren. Als Ausweg aus der Situation wurde der Plan eines kommerziellen Komplexes rund um das der Stadt Lviv gehörende Stadion vorgestellt, wozu notwendig war, dass die Stadt dem Club das Gelände überließe. Dieser Plan stieß auf internen Widerstand und wurde am 23. Januar 2020 nach Abstimmung im Stadtrat abgelehnt. Hierdurch und aufgrund der durch die COVID-19-Pandemie bedingten Spielausfälle und leeren Stadien war der Club immer weniger in der Lage, seine Spieler zu bezahlen. Es folgte eine sich intensivierende Suche nach einem neuen Eigentümer, was aber durch die Tatsache erschwert wurde, dass der Club zu etwa einer Hälfte nicht Dyminskyj, sondern Ihor Kolomojskyj gehörte, der darauf bestand, seine Einlage von umgerechnet ca. 25 Mio. US-Dollar zurückzuerhalten.
Am 27. Mai 2020 wurde bekanntgegeben, dass Oleh Smalijtschuk, ein in Spanien tätiger, mit dem Verein eng verbundener Spielerberater, der auch drei Jahre vorher für die „südamerikanische Strategie“ verantwortlich gewesen war, den Anteil Dyminskyjs an Karpaty Lviv erworben habe. Smalijtschuk wendete sich einen Tag später auf seiner Facebookseite an die Öffentlichkeit und erklärte dort ein Treffen mit dem „Miteigentümer“ (Kolomojskyj) zur Priorität. Zu einem solchen Gespräch und einer Entspannung der finanziellen Lage kam es jedoch in der Folge nicht, und nachdem man das Spiel der 29. Runde in Mariupol wegen „finanzieller Probleme“ absagte, folgte der Zwangsabstieg in die Druha Liha (ukr. 3. Liga).

### Gescheiterter Versuch der Wiederbelebung in der Saison 2020/2021
In der Sommerpause vor der Saison 2020/2021 scheiterte der Plan der neuen Clubführung, Namen und Wappen an einen anderen Verein aus der Region, Karpaty Halytsch, zu übertragen, an der Weigerung des Lviver Fußballverbandes, die Registrierung des neuen Clubs zu genehmigen, woraufhin Karpaty Lviv mit einer Jugendmannschaft in der Druha Liha antrat und die Rechte am traditionellen Vereinswappen einer Vereinigung von Karpaty-Ultras übertrug. Zusätzlich wurde der Club in Halytsch mit Hilfe von ehemaligen Karpaty-Spielern und des früheren Karpaty-Jugendtrainers Roman Hnativ zu einem Aufstiegsaspiranten aufgebaut. Dieser Plan scheiterte allerdings: Halytsch verpasste den Aufstieg in die Perscha Liha deutlich, und die Jugendmannschaft von Karpaty Lviv beendete die Saison auf einem Abstiegsplatz. Oleh Smalijtschuk erklärte daraufhin, man werde sich nicht um eine Lizenz für die neue Saison bemühen, und die alte juristische Person „PFK Karpaty Lviv“ werde ausschließlich zu dem Zweck weiter geführt, weiter die alten Schulden des Clubs abzubezahlen. Dennoch sei der Club nicht tot, er werde von anderen weitergeführt.

### Fortführung unter neuer juristischer Person
Schon im Oktober 2020 war durch eine Gruppe um den früheren Karpaty-Spieler und Trainer Stepan Yurtschyschyn, das Unternehmen „Sakhidnyj Buh“ und eine ganze Reihe Karpaty-Veteranen in Lviv ein neuer Club „FK Karpaty“ gegründet worden, aus Sorge um den Verein, wie man in einer Erklärung bekannt gab. Die neue Mannschaft, die mit dem „alten“ PFK Karpaty keine Verbindung hatte, wurde vom früheren Karpaty-Torwart Andrij Tlumak trainiert und qualifizierte sich nach der Saison 2020/2021 in der ukrainischen Amateurmeisterschaft für die Druha Liha.
Nachdem die Erneuerungspläne des PFK Karpaty gescheitert waren, wurden die Verträge für Stadion, Akademie, das im Bau befindliche Vereinszentrum sowie von der Vereinigung von Karpaty-Ultras, die die Rechte am alten Vereinswappen hatten, die Nutzungsrechte dafür an den neuen Club übertragen. Aktiva das PFK, wie etwa Personal, Fanshop, Sponsorenverträge wurden nicht übernommen. Am Ende der (aufgrund des Kriegs nach der Winterpause vorzeitig beendeten) Saison 2021/2022 gelang der Aufstieg in die Perscha Liha. Die darauf in leeren Stadien gespielte Saison 2022/2023 beendete das Team auf Platz 5 und verpasste somit knapp den Aufstieg in die UPL, woraufhin Trainer Tlumak zurücktrat und als Nachfolger Myron Markevytsch verpflichtet wurde.

## Stadion
Der FC Karpaty Lwiw hat in den letzten Jahren seine Heimspiele in beiden großen Stadien der Stadt ausgetragen. Traditionell war die Heimspielstätte das 1963 gebaute Stadion Ukrajina, welches bis 1992 „Druschba“ („Freundschaft“) geheißen hatte. Mit einem Fassungsvermögen von 29.004 Zuschauern gehört es zu den großen Stadien in der Ukraine. 2012 wurde die Arena Lwiw für die Fußball-Europameisterschaft 2012 fertiggestellt, in die der Club kurzzeitig umzog. Da das neue Stadion mit seinen 34.915 Plätzen bei Heimspielen kaum gefüllt wurde, wechselte der FC Karpaty bald zurück in das Stadion Ukrajina.

## Vereinskultur

### Fans

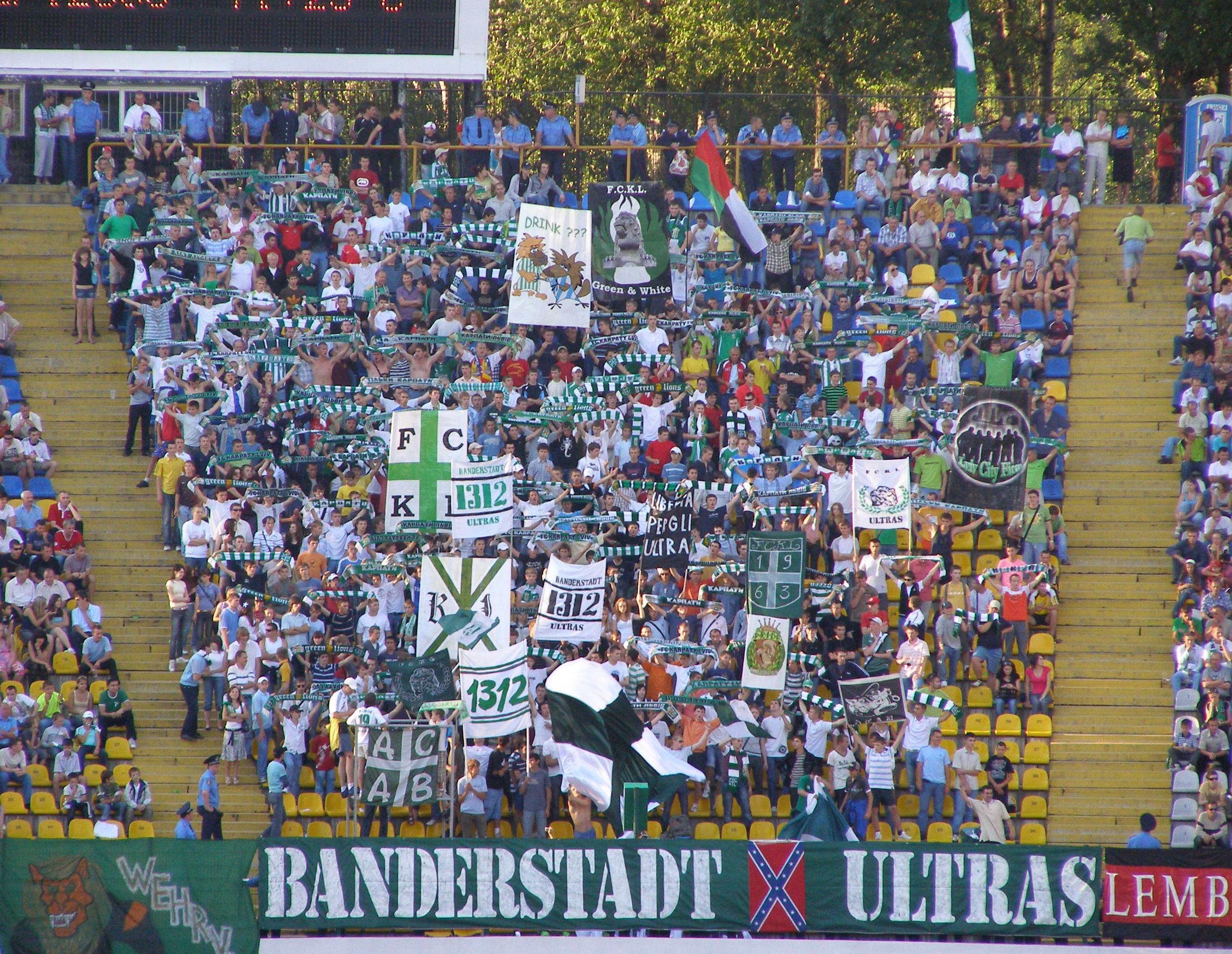
Banderstadt Ultras im Stadion Ukraina

Die Vereinigung der Lwiwer Ultras trägt den Namen Banderstadt-Ultras. Zu ihrem Auftreten gehört die ukrainische Nationalflagge wie auch rot-schwarze Fahnen in den Farben der in der Region weithin verehrten ukrainisch-nationalistischen Befreiungsbewegung OUN. Bei einem Heimspiel des Clubs gegen Borussia Dortmund in der Gruppenphase der Europa League im September 2010 kam es zu gewalttätigen Angriffen der Lwiwer Ultras auf Dortmunder Anhänger, was in Deutschland zu kritischen Medienberichten führte.

### Nationalismus-Vorwürfe
Insbesondere der Gruppe der Banderstadt-Ultras werden enge Verbindungen zur in der Westukraine populären rechtspopulistischen Partei Swoboda nachgesagt. Auch führt die durch die Ultras im Stadion zelebrierte Bandera-Verehrung und das Zeigen von Symbolen der OUN zu Vorwürfen, die Fans oder sogar der Verein hätten eine rechtsextreme Ausrichtung. Hierzu erklärte der Pressesprecher des Vereins, Danylo Nikulenko 2012: „Karpaty gilt in der Ukraine als rechter Verein, aber wir sind nicht rechtsradikal.“
Am 6. September 2013 fand in der Arena Lwiw ein WM-Qualifikationsspiel gegen San Marino statt. Auch bei diesem Spiel wurden von Zuschauern rot-schwarze Fahnen und Bandera-Banner gezeigt, auch wurden schwarze Spieler mit Affenlauten verhöhnt, was die FIFA zur Verhängung einer fünfjährigen Sperre des Stadions für FIFA-Begegnungen veranlasste. In der Debatte um diese Entscheidung hatte sich ein Streit um die Frage entzündet, ob die in der Westukraine populären Bandera-Banner und die rot-schwarzen Fahnen bei Fußballspielen als politische Symbole nach FIFA-Regeln unzulässig seien.

## Bekannte ehemalige Spieler
| Ukraine und GUS - Giorgi Lomaia - Lewan Qenia - Serghei Covalciuc - Alexandru Golban - Wagis Chidijatullin - Wladimir Tatartschuk - Andrij Bal - Andrij Hussin - Wolodymyr Jeserskyj - Wassyl Kobin - Oleh Luschnyj - Wassili Raz - Bohdan Schust - Marian Schwed - Dmytro Tschyhrynskyj - Aljaksej Sutschkou - Andrej Warankou | Europa - Tarmo Kink - Semir Štilić - Vlade Lazarevski - Radosław Cierzniak - Maciej Nalepa - Răzvan Cociș | Südamerika - Danilo Avelar | Afrika - Samson Godwin |

## Lwiws Trainer (unvollständig)
| Name des Trainers          | Zeitraum  | Bemerkung       |
| -------------------------- | --------- | --------------- |
| Ernő Juszt                 | 1967–1977 |                 |
| Ischtwan Seketsch          | 1978–1980 |                 |
| Ischtwan Seketsch          | 1988–1989 |                 |
| Myron Markevytsch          | 1992–1995 |                 |
| Myron Markevytsch          | 1996–1998 |                 |
| Iwan Golac                 | 2001–2002 |                 |
| Myron Markevytsch          | 2002–2004 |                 |
| Yuriy Dyatschuk-Stawytskyi | 2004–2006 |                 |
| Oleksandr Ischtschenko     | 2006–2007 |                 |
| Yuriy Dyatschuk-Stawytskyi | 2007      |                 |
| Oleksandr Ischtschenko     | 2007      |                 |
| Valeriy Yaremtschenko      | 2007–2008 |                 |
| Oleh Kononow               | 2008–2011 |                 |
| Pavel Kucherow             | 2011–2012 |                 |
| Wolodymyr Sharan           | 2012      |                 |
| Nikolaj Kostow             | 2012–2013 |                 |
| Oleksandr Sewidow          | 2013–2014 |                 |
| Igor Jovićević             | 2014–2016 | Interimstrainer |
| Oleh Luschnyj              | 2016      |                 |
| Sergiy Seitsew             | 2016      |                 |
| Oleg Dulub                 | 2016–2017 |                 |
| Sergio Navarro Barquero    | 2017      |                 |
| Sergiy Seitsew             | 2017      |                 |
| Oleh Boichyschyn           | 2017–2018 |                 |
| José Morais                | 2018      |                 |
| Oleh Boichyschyn           | 2018      |                 |
| Fabri González             | 2019      |                 |
| Oleksandr Tschyschewskyj   | 2019      |                 |
| Roman Sanschar             | 2019–2020 |                 |
| Myron Markevytsch          | 2023–     |                 |

## Erfolge
- Pokalsieger der UdSSR (1×): 1969
- Erreichen der Gruppenphase der Europa League 2010/11, wo Karpaty Lwiw der Gruppe J mit dem FC Sevilla, Paris Saint-Germain und Borussia Dortmund zugelost wurde.

## Europapokalbilanz
| Saison    | Wettbewerb                  | Runde                  | Gegner                | Gesamt          | Hin     | Rück          |
| --------- | --------------------------- | ---------------------- | --------------------- | --------------- | ------- | ------------- |
| 1970/71   | Europapokal der Pokalsieger | 1. Runde               | Steaua Bukarest       | 3:4             | 0:1 (H) | 3:3 (A)       |
| 1993/94   | Europapokal der Pokalsieger | 1. Runde               | Shelbourne FC         | 2:3             | 1:0 (H) | 1:3 (A)       |
| 1999/2000 | UEFA-Pokal                  | 1. Runde               | Helsingborgs IF       | 2:2 (2:4 i. E.) | 1:1 (A) | 1:1 n. V. (H) |
| 2010/11   | UEFA Europa League          | 2. Qualifikationsrunde | KR Reykjavík          | 6:2             | 3:0 (A) | 3:2 (H)       |
| 2010/11   | UEFA Europa League          | 3. Qualifikationsrunde | FC Sestaponi          | 2:0             | 1:0 (H) | 1:0 (A)       |
| 2010/11   | UEFA Europa League          | Play-offs              | Galatasaray Istanbul  | (a)3:3(a)       | 2:2 (A) | 1:1 (H)       |
| 2010/11   | UEFA Europa League          | Gruppenphase           | Borussia Dortmund     | 3:7             | 3:4 (H) | 0:3 (A)       |
| 2010/11   | UEFA Europa League          | Gruppenphase           | Paris Saint-Germain   | 1:3             | 0:2 (A) | 1:1 (H)       |
| 2010/11   | UEFA Europa League          | Gruppenphase           | FC Sevilla            | 0:5             | 0:1 (H) | 0:4 (A)       |
| 2011/12   | UEFA Europa League          | 3. Qualifikationsrunde | St Patrick’s Athletic | 5:1             | 2:0 (H) | 3:1 (A)       |
| 2011/12   | UEFA Europa League          | Play-offs              | PAOK Thessaloniki     | 1:3             | 0:2 (A) | 1:1 (H)       |

Gesamtbilanz: 22 Spiele, 7 Siege, 7 Unentschieden, 8 Niederlagen, 28:33 Tore (Tordifferenz −5)

## Saisonstatistik
| Saison    | Liga    | Pos. | Spiele | S   | U  | N  | T+ | TD | Punkte | Pokal         | Europa                      | Europa       | Bemerkungen  |
| --------- | ------- | ---- | ------ | --- | -- | -- | -- | -- | ------ | ------------- | --------------------------- | ------------ | ------------ |
| 1992      | 1. Liga | 13   | 18     | 005 | 06 | 07 | 15 | 18 | 16     | Achtelfinale  |                             |              |              |
| 1992/1993 | 1. Liga | 06   | 30     | 10  | 10 | 10 | 37 | 38 | 30     | Finale        |                             |              |              |
| 1993/1994 | 1. Liga | 05   | 34     | 16  | 08 | 10 | 37 | 30 | 40     | Halbfinale    | Europapokal der Pokalsieger | Vorrunde     |              |
| 1994/1995 | 1. Liga | 08   | 34     | 12  | 09 | 13 | 32 | 36 | 45     | Achtelfinale  |                             |              |              |
| 1995/1996 | 1. Liga | 08   | 34     | 12  | 10 | 12 | 39 | 39 | 46     | Achtelfinale  |                             |              |              |
| 1996/1997 | 1. Liga | 05   | 30     | 15  | 07 | 08 | 36 | 23 | 52     | Viertelfinale |                             |              |              |
| 1997/1998 | 1. Liga | 03   | 30     | 16  | 09 | 05 | 36 | 20 | 57     | Achtelfinale  |                             |              |              |
| 1998/1999 | 1. Liga | 04   | 30     | 15  | 10 | 05 | 54 | 34 | 55     | Finale        |                             |              |              |
| 1999/2000 | 1. Liga | 09   | 30     | 12  | 04 | 14 | 39 | 38 | 40     | Viertelfinale | UEFA-Pokal                  | 1. Runde     |              |
| 2000/2001 | 1. Liga | 10   | 26     | 09  | 03 | 14 | 33 | 42 | 30     | 3. Runde      |                             |              |              |
| 2001/2002 | 1. Liga | 08   | 26     | 07  | 08 | 11 | 19 | 31 | 29     | Viertelfinale |                             |              |              |
| 2002/2003 | 1. Liga | 07   | 30     | 09  | 09 | 12 | 29 | 37 | 36     | 3. Runde      |                             |              |              |
| 2003/2004 | 1. Liga | 15   | 30     | 06  | 08 | 16 | 22 | 39 | 26     | 2. Runde      |                             |              | Abgestiegen  |
| 2004/2005 | 2. Liga | 06   | 34     | 15  | 07 | 12 | 39 | 35 | 52     | Achtelfinale  |                             |              |              |
| 2005/2006 | 2. Liga | 02   | 34     | 25  | 05 | 03 | 53 | 14 | 80     | Halbfinale    |                             |              | Aufgestiegen |
| 2006/2007 | 1. Liga | 08   | 30     | 09  | 10 | 11 | 26 | 32 | 37     | 3. Runde      |                             |              |              |
| 2007/2008 | 1. Liga | 10   | 30     | 09  | 06 | 15 | 29 | 41 | 33     | 2. Runde      |                             |              |              |
| 2008/2009 | 1. Liga | 09   | 30     | 08  | 10 | 12 | 33 | 39 | 34     | 3. Runde      |                             |              |              |
| 2009/2010 | 1. Liga | 05   | 30     | 13  | 11 | 06 | 44 | 35 | 50     | Achtelfinale  |                             |              |              |
| 2010/2011 | 1. Liga | 05   | 30     | 13  | 9  | 8  | 41 | 34 | 48     | 3. Runde      | UEFA Europa League          | Gruppenphase |              |
| 2011/2012 | 1. Liga | 14   | 30     | 5   | 8  | 17 | 27 | 51 | 23     | Halbfinale    | UEFA Europa League          | 3.Qualirunde |              |
| 2012/2013 | 1. Liga | 14   | 30     | 7   | 6  | 17 | 37 | 52 | 27     | Viertelfinale |                             |              |              |
| 2013/2014 | 1. Liga | 11   | 28     | 7   | 11 | 10 | 33 | 39 | 32     | Achtelfinale  |                             |              |              |
| 2014/2015 | 1. Liga | 13   | 26     | 5   | 9  | 12 | 22 | 31 | 15     | Achtelfinale  |                             |              |              |
| 2015/2016 | 1. Liga | 7    | 26     | 8   | 6  | 12 | 26 | 37 | 30     | 1. Runde      |                             |              |              |
| 2016/2017 | 1. Liga | 10   | 32     | 9   | 9  | 14 | 35 | 41 | 30     | Achtelfinale  |                             |              |              |
| 2017/2018 | 1. Liga | 8    | 32     | 8   | 13 | 11 | 35 | 51 | 37     | 3. Runde      |                             |              |              |
| 2018/2019 | 1. Liga | 8    | 32     | 8   | 9  | 15 | 44 | 55 | 33     | Viertelfinale |                             |              |              |
| 2019/2020 | 1. Liga |      |        |     |    |    |    |    |        | 3. Runde      |                             |              |              |